# Михельсон, Валентин Васильевич
Валентин Васильевич Михельсон — советский хозяйственный, государственный и политический деятель.

## Биография
Родился в 1929 году в деревне Выдрица. Член КПСС.
С 1954 года — на хозяйственной, общественной и политической работе. В 1954—1991 годах — первый секретарь Ореховского райкома ЛКСМБ, с 1958 по 1962 годы — первый секретарь Витебского обкома ЛКСМ Белоруссии, председатель исполкома Первомайского районного Совета народных депутатов, первый секретарь Первомайского райкома КП Белоруссии города Витебска, заведующий отделом организационно-партийной работы обкома КП Белоруссии, первый секретарь Витебского городского комитета КП Белоруссии, директор издательства Витебского обкома КП Белоруссии.
Делегат XXV, XXVI и XXVII съездов КПСС.
Умер в Витебске в 2010 году. Похоронен на Мазунинском кладбище Витебска.